# Garland Jeffreys
Garland Jeffreys (Brooklyn, 1943. július 3. –) amerikai énekes és dalszöveg-író. Zenéje a blues, rock and roll, reggae és soul egyedi keveréke.
Afroamerikai és Puerto Ricó-i szülők leszármazottja. Tanulmányait a Syracuse-i egyetemen végezte, itt ismerkedett meg Lou Reed-del. Ezután néhány évig Olaszországban élt, majd visszatért Amerikába, és manhattani klubokban énekelt.
1969-ben megalapította a Grinder's Switch együttest, de egy évre rá feloszlottak. Jeffreys ezután szólókarrierbe kezdett, 1973 és 2017 között tizenöt nagylemezt adott ki. Több dalának témája a rasszizmus elleni harc, a fehérek és feketék közötti tolerancia szüksége. Ismertebb számai közé tartozik a Wild in the Streets (1977) és a Hail Hail Rock and Roll (1992).
Lánya, Savannah Jeffreys szintén énekes.

## Diszkográfia
- 1970: Grinder's Switch featuring Garland Jeffreys
- 1973: Garland Jeffreys
- 1977: Ghost Writer
- 1978: One-Eyed Jack
- 1979: American Boy & Girl
- 1981: Escape Artist
- 1981: Rock 'n' Roll Adult
- 1983: Guts For Love
- 1992: Don't Call Me Buckwheat
- 1992: Matador & More...
- 1997: Wildlife Dictionary (csak Európában jelent meg)
- 2007: I'm Alive (csak Európában jelent meg)
- 2011: The King of In Between
- 2013: Truth Serum
- 2017: 14 Steps To Harlem

## További információ
- Hivatalos oldal
- Garland Jeffreys a Facebookon
- Garland Jeffreys az Internet Movie Database-ben (angolul)
- Garland Jeffreys a Rotten Tomatoeson (angolul)